# Ophyra spinigera
Ophyra spinigera är en tvåvingeart som beskrevs av Stein 1910. Ophyra spinigera ingår i släktet Ophyra och familjen husflugor. Inga underarter finns listade i Catalogue of Life.